# Fractipons cincticornis
Fractipons cincticornis är en stekelart som beskrevs av Henry Keith Townes, Jr. 1970. Fractipons cincticornis ingår i släktet Fractipons och familjen brokparasitsteklar. Inga underarter finns listade i Catalogue of Life.